# MAX-MEGA-MIX
『MAX-MEGA-MIX』（マックス・メガ・ミックス）は1987年3月25日に発売されたC-C-Bのリミックス・アルバム。

## 解説
『Romanticが止まらない』から『ないものねだりのI Want You 〜ゼイ肉Mix』まで、シングル・アルバム・12インチシングルのリリース作品から選曲した楽曲をメドレー方式でリミックスした作品。初回はカセットテープのみの発売でA・B面それぞれに以下に記した楽曲が収録。
CDで発売されたPlus版はA・B両面をひとつのトラックとして収録。
リミックス及びエディットを担当したのはリミキサーユニットのThe JG's。ただし、クレジットはユニット名ではなくメンバーの個人名義（大場次一、本田勝裕（dj honda）、高瀬浩一（現・TRFのDJ KOO）、三好史）となっている。なおPlus版では一切のクレジット記載が省かれている。

## 収録曲
| #         | タイトル | 作詞  | 作曲・編曲 | 時間  |
| --------- | --- | ----- | ---------- | ----- |
| 1.        | 「side-A」(Here Comes The C-C-B → Lucky Chanceをもう一度 → 東京・・・ナイト・フェイス → 涙はNO THANK YOU → 急接近 → 愛の力コブ → 毎晩、悪夢が落ちてくる → ないものねだりのI Want You〜ゼイ肉Mix) |       |            | 14:02 |
| 2.        | 「side-B」(Romanticが止まらない → 空想Kiss → 浮気なジル → 二人のシーズン → モンスター登場 → JOKEじゃなしに I LOVE YOU → スクールガール → 元気なブロークン・ハート → ラスト・ステップ)            |       |            | 16:59 |
| 合計時間: | 合計時間: | 31:01 |            |       |

### Plus版
1994年10月26日に再発されたPlus版はボーナス・トラックとして以下の曲を収録している。
| 全作詞: 松本隆、全作曲: 筒美京平。 |                                            |        |            |      |      |
| #                                  | タイトル                                   | 作詞   | 作曲・編曲 | 編曲 | 時間 |
| 1.                                 | 「Lucky Chanceをもう一度〜Lucky Mix」      | 松本隆 | 筒美京平   |      | 5:01 |
| 2.                                 | 「元気なブロークン・ハート 〜 Broken Mix」 | 松本隆 | 筒美京平   |      | 5:42 |
| 3.                                 | 「スワンの城〜12 Inch Mix」                | 松本隆 | 筒美京平   |      | 4:35 |